# Tumulus du Mané-Lud
Le tumulus du Mané-Lud est un tumulus mégalithique situé sur la commune de Locmariaquer, dans le département français du Morbihan. La tombe qu'il renferme comporte un nombre significatif de gravures parmi les plus célèbres du corpus mégalithique européen dont l'interprétation fait toujours l'objet de débats nourris depuis la fin du XIXe siècle.

## Historique
Le tumulus  fait partie de l'ensemble mégalithique de Locmariaquer, visité par le président de Robien de 1727 à 1737, qui pensait que les tumulus étaient d'anciennes tombes gauloises. Le site est fouillé par R. Galles et A. Mauricet en 1863-1864. Avant leur fouille, l'extrémité ouest du tumulus avait déjà été entamée par les constructions du village attenant et la table de couverture du dolmen était déjà visible. En 1865-1866, L. Davy de Cussé dresse un plan de l'édifice et réalise le premier corpus des signes gravés du monument.
Comme les principaux monuments mégalithiques de Locmariaquer, il est acquis en 1882 par l'État qui le fait inscrire sur la liste des monuments historiques protégés en 1889,. En 1911, Zacharie Le Rouzic réalise une nouvelle fouille.
Le toponyme a varié au cours des siècles (Mané Helleu, Mané Nélud), comme celui du hameau voisin (Helau, Hellu, Helleu, etc.). L'appellation Mané-Lud, est composée de Mané (« butte »), et de Lud, dérivé probable du superlatif Uhelan (« très haut, d'en haut ») d'usage courant en toponymie bretonne. 

## Description

### Tumulus et dolmen ouest
Le tumulus, de forme oblongue, mesure 80 m de long sur 50 m de large et environ 5,50 m de hauteur, mais il a été nivelé. Le grand axe du tumulus est orienté est-ouest. Selon Galles, la masse du tumulus est constituée uniquement d'un empilement de couches de vase jusqu'au sol naturel représentant un volume d'environ 10 000 m3. Il renferme un dolmen à couloir dans sa partie occidentale. Le couloir mesure 10,35 m de long pour une largeur comprise entre 1 m et 1,50 m. Il ouvre au sud mais l'entrée est en partie obstruée par la construction d'un bâtiment moderne. La chambre est délimitée par vingt-trois orthostates et recouverte de cinq tables de couverture. Elle mesure 3,60 m de long sur 2,95 m de large pour une hauteur moyenne sous dalle de 1,70 m. Les dalles support de la chambre et une partie de celles du couloir sont doublées par une deuxième rangée de blocs de pierres. Le sol du couloir est recouvert à son extrémité nord par une grande dalle plane (2 m de long sur 0,90 m de large et 0,40 m d'épaisseur) qui a été grossièrement retaillée sur les côtés. Sous cette dalle, Galles découvrit une cavité creusée dans la roche mesurant 0,40 m de large sur 0,80 m de profondeur, comblée de terre. Le sol de la chambre est entièrement recouvert par une unique dalle en forme d'ogive.

### Dalles gravées
Dès 1863, plusieurs gravures avaient été remarquées sur cinq dalles des parois du couloir et de la chambre et sur le sol de la chambre du dolmen. Galles et Mauricet décrivent des « signes en U » ou « jugiformes » dans lesquels ils proposent de reconnaître des jougs d'attelages pour les bovins. Huit orthostates comportent des gravures :
- orthostate n°1 (dalle de chevet) : la dalle comporte une gravure qui a longtemps été interprétée comme étant une « hache-charrue » mais selon Serge Cassen, il s'agirait de la représentation d'un cachalot très réaliste (grande tête quadrangulaire et allongée, jet d'eau en fontaine, nageoire caudale en immersion, normalement horizontale, représentée tournée de quelques degrés) évoquant le rapport entre le monde marin des derniers chasseurs-cueilleurs mésolithiques coexistant avec les premières communautés agricoles néolithiques du littoral atlantique,.

- orthostate n°1A  : la dalle est située dans l'angle droit au fond de la chambre, la dalle de chevet la chevauchant partiellement. Elle comporte quatre « jugiformes » emboîtés (1 petit et 3 beaucoup plus grands) qui représenteraient selon Cassen un groupe d'oiseaux en plein vol.

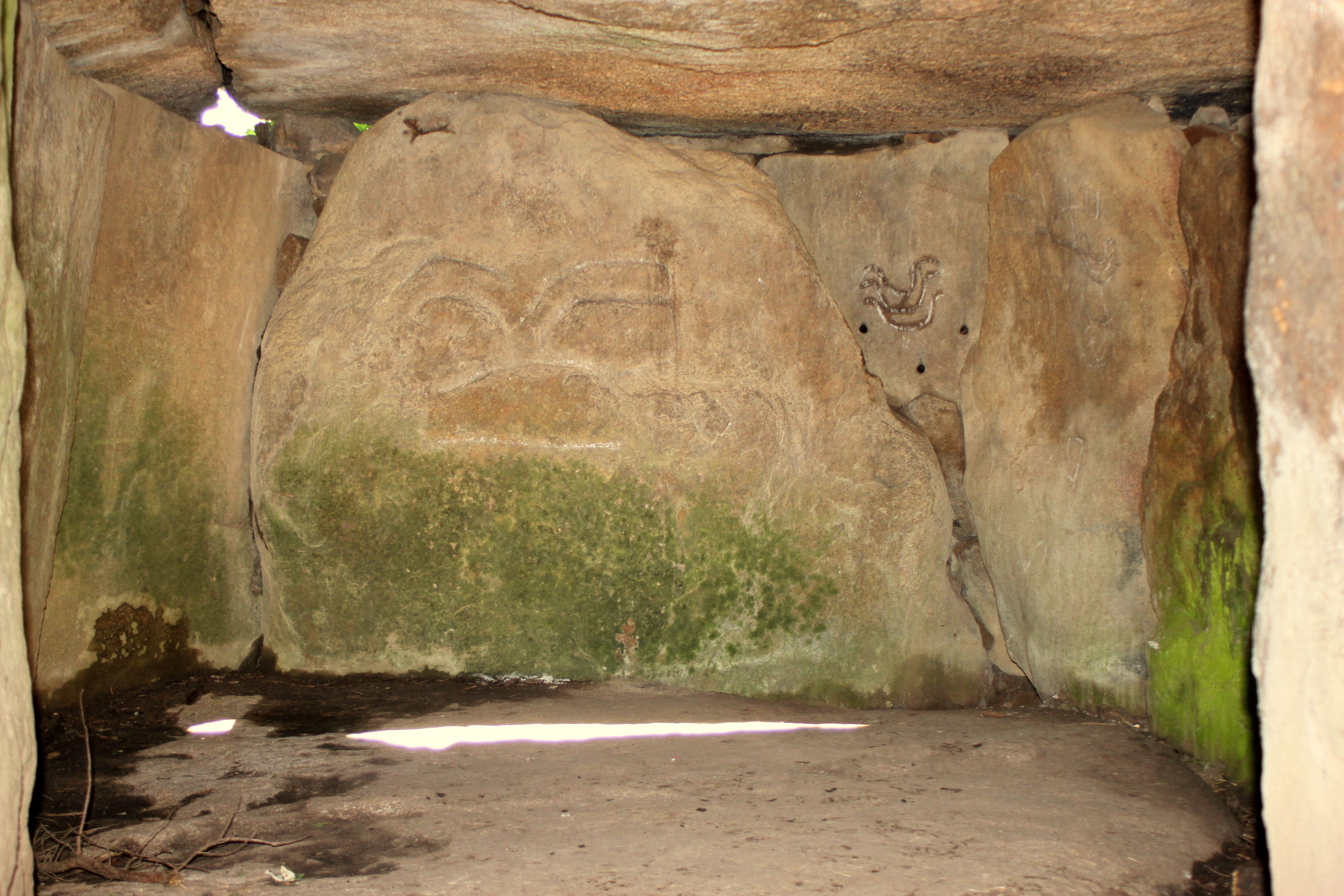
Dalle de chevet de la chambre et motif du « cachalot ».

- orthostate n°2  : cette dalle fortement altérée et fracturée présente des traces de météorisation laissant supposer qu'il s'agit d'un ancien menhir réutilisé. Les gravures sont constituées de haut en bas : d'un signe quadrangulaire, de deux crosse opposées, trois jugiformes/oiseaux imbriqués, d'un signe rayonnant, d'une forme horizontale en « croissant de lune » (un bateau selon Cassen) et d'une lame de hache triangulaire tranchant dirigé vers le haut.

- orthostate n°6  :  cette dalle est celle qui comporte le décor le plus varié : une croix, un jugigorme/oiseau, trois haches emmanchées, deux croissants/bateaux, deux quadrilatères, deux signes en « U » traversés d'une barre verticale.

- orthostate n°16  : le décor est décomposé en deux ensembles distincts : un premier groupe dans l'angle gauche supérieur avec des signes de grande taille (deux crosses orientées vers la gauche, des traits verticaux et un jugiforme/oiseau) et un second groupe vers le centre droit avec des signes beaucoup plus petits (un jugigorme/oiseau, un quadrilatère).

- orthostate n°17 : la dalle est constituée d'une dalle de granite assez plane dont le sommet a été arasé pour faciliter son recouvrement par la dalle de couverture. Elle comporte quatorze signes, dont deux incomplets et incertains, du type jugiformes/oiseaux.

- orthostate n°19 : cette dalle parallélépipédique comporte des bords très réguliers naturels. La parte basse est ornée d'un signe quadrangulaire divisé en deux par un trait vertical et la partie haute comprend une grande crosse au-dessus d'un jugiforme/oiseau.

- orthostate n°21 : la dalle correspond probablement à un ancien menhir. La dalle est gravée de quatorze signes, disposés en oblique : cinq crosses, deux jugiformes, deux haches au tranchant dirigés vers la gauche, trois cruciformes, une forme carrée, une forme horizontale en croissant de lune surmontée d'un trait vertical.

### Cairn oriental
Lors de ses fouilles, Galles découvrit dans la masse du tumulus, côté est, une seconde construction délimitée par un petit alignement de 12 m de long orienté nord/sud, constitué de d'une série de petits blocs de 0,40 à 0,50 m de hauteur juxtaposés, que Galles qualifie rapidement de « menhirs ». Les cinq blocs septentrionaux de l'alignement étaient surmontés chacun d'un crâne de cheval. Au nord, cet alignement était prolongé par une assise de pierres plates posées à la hauteur des pierres sur une longueur d'environ 3 m. Une seconde ligne de pierres dressées était visible à 2,60 m à l'ouest de la première : les pierres étant séparées par des intervalles de 6 m. L'ensemble délimitait un espace à peu près ovale (40 m de long sur 18 m de large en moyenne) recouvert au sol par un dallage en pierres sèches de 0,40 m d'épaisseur et comportant un cairn intérieur de 10 m de rayon sur 2,60 m de hauteur. Ce cairn contenait un coffre funéraire (2,25 m de long, 1,25 m de large et 1,10 m de haut) monté en pierres sèches,.

## Matériel archéologique
Galles recueillit des ossements humains dans le coffre du cairn oriental, dont quelques uns carbonisés. L'étude de ces ossements par le docteur Mauricet indique qu'ils correspondent à deux individus au maximum ayant été incinérés en extérieur. Les ossements d'animaux (cheval) découverts en dehors du cairn « ont été soumis à une forte incinération ».
Le dolmen ayant été fouillé de longue date et probablement à de multiples reprises, Galles n'y recueillit qu'un matériel archéologique très limité. Les fouilles de Le Rouzic se révélèrent plus intéressantes :
| Fouilles           | Céramiques | Éléments de parure | Objets lithiques | Divers                                            | Conservation                   |
| ------------------ | --- | --- | --- | ------------------------------------------------- | ------------------------------ |
| Galles (1863-1864) | - fragments de vases grossiers | - 1 grain de collier en jaspe | - 1 lame en pierre - fragments de silex | - ossements humains et animaux - charbons de bois |                                |
| Le Rouzic (1911)   | - fragments de vases calciformes ornés au pointillé - fragments de vases grossiers - fragments de vases à rebord - fragments d'un beau vase en terre brune | - 3 bandelettes en or aux extrémités percées, 2 fragments plats en or - 26 perles en callaïs, 1 perle en matière blanche - 2 fragments d'écailles de tortue | - 2 pointes de flèche à pédoncule et ailerons - 1 pointe de flèche triangulaire - 4 lames, 2 grattoirs et 12 éclats en silex - 1 rondelle en granite | - ossements humains - charbons de bois - galets   | Musée de Préhistoire de Carnac |